# 格拉萨克
格拉萨克（法語：Grassac，法語發音：[ɡʁasak]）是法国夏朗德省的一个市镇，位于该省东部，属于昂古莱姆区。

## 地理
格拉萨克（45°35'9"N, 0°24'10"E）面积28.23 平方千米，位于法国新阿基坦大区夏朗德省，该省份为法国西部内陆省份，北起德塞夫勒省和维埃纳省，东临上维埃纳省，东南至多尔多涅省，南至多爾多涅省，西接滨海夏朗德省。
与格拉萨克接壤的市镇（或旧市镇、城区）包括：沙拉、弗亚德、马尔通、鲁尼亚克、圣日耳曼德蒙布龙、塞尔、武藏。

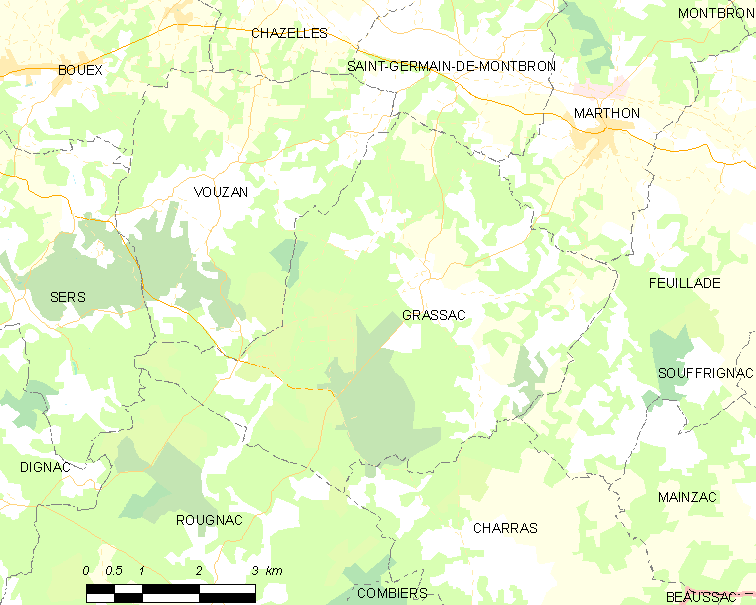
格拉萨克的OSM定位图

格拉萨克的时区为UTC+01:00、UTC+02:00（夏令时）。

## 行政
格拉萨克的邮政编码为16380，INSEE市镇编码为16158。

## 政治
格拉萨克所属的省级选区为塔杜瓦尔河谷县。

## 人口

1962-2008年间格拉萨克人口变化图示

格拉萨克于2022年1月1日时的人口数量为303人。